# ماکسیم کریپو
ماکسیم کریپو (انگلیسی: Maxime Crépeau؛ زادهٔ ۱۱ مهٔ ۱۹۹۴) بازیکن فوتبال اهل کانادا است.
از باشگاه‌هایی که در آن بازی کرده‌است می‌توان به باشگاه فوتبال مونترال اشاره کرد.
وی همچنین در تیم‌ ملی فوتبال کانادا بازی کرده‌است.